# Джон Мартин (художник)
Вижте пояснителната страница за други личности с името Джон Мартин.
Джон Мартин (на английски: John Martin) е английски художник-живописец, гравьор и илюстратор, представител на Романтизма. Известен с мащабните си живописни платна на библейски теми, с илюстрациите си на „Изгубеният рай“ на Джон Милтън, както и с плановете си за благоустрояване на Лондон. Бил е придворен исторически художник на принц Леополд.

## Биография

### Ранни години
Мартин е роден през юли 1789 г. в колиба в Хейдън Бридж, Нортъмбърланд. Той е четвъртият син на фехтовача Фенуик Мартин. Негови братя са Уилям, най-големият, изобретател; Ричард, войник участвал в Полуостровната война и в битката при Ватерло; и Джонатан, проповедник, измъчван от лудост, който подпалва Йоркската катедрала, за което е съден, но оправдан поради невменяемост. Баща му го записва като чирак при майстор на карети в Нюкасъл ъпон Тайн, където да изучава хералдическата техника, но в резултат на спор за заплащането договорът бил развален и младият Мартин е пратен при Бонифаче Мусо – италиански художник, баща на емайловия художник Чарлс Мус. Заедно с учителя си Мартин се премества от Нюкасъл в Лондон през 1806, където се жени на 19-годишна възраст и се препитава като дава уроци по рисуване и прави акварели (не само на платна, а и на порцелан и стъкло) – единствената му оцеляла творба от тези години е в частна колекция в Англия. Свободното му време е заето с изучаване на перспективата и архитектурата.

### Начало като артист
Мартин започва да си осигурява доходи като рисува акварели в сепия. Изпраща първата си маслена картина в Кралската академия през 1810, но тя не е изложена. През 1811 той отново изпраща картината и тя е изложена със заглавието „Пейзажна композиция“ в Големия салон. След това Мартин рисува поредица маслени платна: няколко пейзажа, но предимно библейски теми, вдъхновени от Стария завет. Пейзажите му носят усещането за Нортъмбърланд, а някои автори твърдят, че апокалиптичните му творби като „Унищожението на Содом и Гомор“ показват, че е запознат с ковачеството и леярството по долината на р. Тайн; със сигурност тези платна показват задълбочени познания за Стария завет.
В годините на Регентството (след 1812) се установява мода за „величествени“ картини. Първият пробив на Мартин идва в края на семестър в Кралската академия, когато е изложена първата му голяма величествена канава „Седак в търсене на изворите на забвението“. Тя обаче остава игнорирана от публиката. Авторът я отнася у дома, където открива, че на нея е поставена визитка на Уилям Манинг (по това време директор на Банката на Англия), който иска да я закупи. Този патронаж задвижва кариерата на Мартин.
Тази обещаваща кариера е прекъсната от смъртта на родителите, бабата и младия син на Мартин в една година. Освен това брат му Уилям често го моли да рисува планове за новите му изобретения и на когото Джон непрестанно оказва помощ и парична подкрепа. Въпреки това, силно повлиян от творбите на Джон Милтън, той продължава с големите си теми. През 1816 Мартин постига обществено признание с „Исус Навин заповядва на слънцето да не стихне от Гаваон“, въпреки че тя нарушава много от установените правила на композицията. През 1818 след продажбата на „Падането на Вавилон“ за 420 паунда, той изплаща дълговете си и купува къща в Марилбоун, където се среща с артисти, писатели, учени и виги-благородници.

### Известен художник
Триумфът на Мартин идва с „Пирът на Балтазар“, с която той се хвали предварително, казвайки, че „ще вдигне повече шум, отколкото всяка картина преди това... само не казвайте на никого, че съм казал това“. Пет хиляди души плащат, за да я видят. По-късно тя е почти напълно унищожена, когато каретата, с която се транспортира е ударена от влак на бариерата при Озуъстри; през 1841, с Джон Мартин на стъпенката, Изъмбард Кингдъм Брунел кара влак с 90 мили в час, за да опровергае теорията на Стивънсън, че локомотивите не могат да се движат по-бързо от конете.
В личния си живот Мартин е страстен почитател на шаха. Заедно с братята си, той е запален фехтовач и копиехвъргач. Набожен християнин, Мартин е привърженик и не естествената религия (вярата, че Господ и всичко свръхестествено е част от природата). С изключение на един случай, в който Мартин освирква химна, той е ухажван от кралски особи и е удостояван няколко пъти със златни медали, единият от които от руския цар Николай. Мартин става придворен художник на принц Леополд, който по-късно става първият белгийски крал. Леополд е кръстник на синът на Мартин, Леополд и награждава художника с Ордена на Леополд. Мартин често е посещаван сутрин от друг Сакс-Кобург, принц Алберт. Художникът е защитник на деизъм|дейзма и природната религия, на еволюцията (преди Дарвин) и на рационалността. Жорж Кювие става негов почитател и двамата често се срещат в компанията на други учени, артисти и писатели като Дикенс, Фарадей и Търнър.
Мартин започва да експериментира с техниката мецотинто и в резултат на това получава поръчка за 24 гравюри за новото издание на „Изгубеният рай“. Още преди да са завършени, той получава поръчка за втора серия от 24 гравюри, но този път по-малки. Сред тях правят впечатление „Пандемониум“ и „Сатаната председателства съветът на пъклените перове“, които изненадват с научнофантастичните елементи в архитектурата. Безспорно най-драматичната му творба е „Мост над хаоса“. Поует издава четири отделни варианта на гравюрите като месечни притурки, първата от които излиза през 1825, а последната през 1827. В Периода 1831 – 35 Мартин също решава да издаде свой вариант на илюстрациите си на Стария завет, но това се оказва прекалено скъпо и не достатъчно доходоносно. Поради това той продава останалите си гравюри на Чарлс Тилт, който ги издава във фолио албум през 1838 и в по-малък формат през 1839.
Политическите пристрастия на художника не са ясни; някои твърдят, че е бил радикал, но това не е подкрепено с факти; въпреки това той се е познавал с Уилям Годуин, застаряващ революционен философ, съпруг на Мери Уолстънкрафт и баща на Мери Шели; познавал се е и с Джон Хънт, съосновател на седмичника „Дъ Екзаминър“. В един момент Мартин приютява млада жена на име Джейн Уеб, която на 20-годишна възраст написва сатиричния роман „Мумията!“ – оптимистична социална визия за света през 22 век, задвижван от пара. Друг негов приятел е Чарлз Уитстоун, професор по физика в Кралския колеж. Сред обкръжението му е и Джон Тениъл, един от илюстраторите на Луис Карол, който е силно повлиян от Мартин и е близък приятел с децата му.

### Късни години
В периода 1827 – 28 Мартин се оттегля от рисуването и се заема с много планове и изобретения. Процесът срещу брат му Джонатан за подпалването на катедралата в Йорк излиза много скъпо.
Мартин се захваща с решението на проблемите на Лондон с водоснабдяването и канализацията. С това е свързано създаването на дигите на Темза, които съдържат централна дренажна система. Плановете му са новаторски и оформят основата на по-късните инженерни дизайни. Оцелели са негови планове и за „ламиниране на дърво“, фарове, проекти за железопътната мрежа и др. Дългове и семейни проблеми, включително самоубийството на племенника му, водят до депресия, който достига върха си през 1838.
От 1839 Мартин възвръща благосъстоянието си и излага много картини през 40-те години. През последните четири години от живота си Мартин създава мащабния триптих „Последният съд“, включващ картините „Последният съд“, „Краят на света“ и „Полетата на Рая“. Поредицата е завършена през 1853, точно преди да получи удар, който парализира дясната му ръка. Така и не се възстановява и умира на 17 февруари 1854 на остров Ман. Погребан е в гробището Кърк Брадан.

### Наследство
Голям брой от творбите на Мартин са оцелели и са част от обществени колекции. Мартин написва две автобиографии, но основен извор за живота му е поредица спомени на сина му Леополд, публикувани в 16 части от в. „Нюкасъл Уийкли Кроникъл“ през 1889 г. Запазени са подобни спомени и писма и от Бенджамин Хейдън, Джон Констабъл, Ралф Уолдо Емерсън, Данте Габриел Росети, Бенджамин Дизраели, Шарлот Бронте, Джон Ръскин и други.
Големите платна на Мартин са свързани със съвременните диорами и панорами – популярни забавления, при които на големи изрисувани платна се осветяват и „раздвижват“ чрез изкуствена светлина. Мартин често е обявяван за предвестник на епичното кино и няма съмнение, че Дейвид Грифит е бил запознат с картините му. В замяна на това, диорамата прави заемки от картините на художника, граничещи с плагиатство. Версия на „Пирът на Балтазар“ в размер от 190 m² е изложена в място наречено Британска диорама през 1833; Мартин се опитва да свали платното чрез съд, но не успява. Друга диорама на същата картина е изложена в Ню Йорк през 1835. Тези диорами постигат небивал успех сред публиката, но накърняват репутацията на художника в сериозните художествени среди.
Творчеството на Мартин оказва влияние върху творци като художника Томас Коул, който се смята за един от създателите на американския пейзаж. У други като Ан, Емили и Шарлот Бронте, Р.У. Емерсън той разпалва въображението. Силно влияние оказва върху Прерафаелитите (и особено Данте Росети) и няколко поколения кино-дейци от Дейвид Грифит (който заимства визията на Вавилон от художника) до Сесил Демил и Джордж Лукас. Някои писатели като Хенри Райдър Хагард, Жул Верн и Хърбърт Уелс са вдъхновени от концепцията му за сюблимното. Френският романтизъм в изобразителното изкуство и литературата също черпи много идеи от него. В голяма част от викторианската железопътна мрежа са включени негови мотиви. Голяма част от инженерните планове на Мартин (включително тези за околовръстна железница) не са осъществени приживе, но са построени години по-късно. Това би го удовлетворило неимоверно, тъй като е известно, че е споделил със сина си Леополд, че би предпочел да бъде инженер, а не художник.
„Краят на света“ е използвана от Lustmord за култовия му албум „Heresy“ и е включена в интериора на стая от компютърната игра Zork Nemesis. Дизайнерът пионер Рей Харихаусен, специалист в областта на stop-motion анимацията признава голямото влияние на картините на Мартин в своите произведения. Художникът Дерек Ригс, известен със създаването на култови обложки за Айрън Мейдън също заявява вдъхновението си от Мартин. „Сбирка на светци“ е заглавие на картина на Мартин и е избрано за заглавие на роман на Кристофър Хайд, разказващ за сериен убиец психопат, който е обсебен от Джон Мартин.

## Картини
Първата му изложена тематична картина, „Седак в търсене на изворите на забвението“ (днес в Музей на изкуството „Сейт Уилямс“) е окачена в Кралската академия през 1812 и продадена за 50 гвинеи. Следват я „Изгонването“ (1813), „Адам вижда Ева за първи път“ (1813), „Клития“ (1814), „Исус Навин заповядва на слънцето да не стихне от Гаваон“ (1816) и „Падането на Вавилон“ (1819). През 1820 се появява неговата „Пирът на Балтазар“, която предизвиква много положителни и критични отзиви, както и награда от 200 паунда от Британския институт, който награждава със 100 паунда и „Исус Навин...“. Следва серия от библейски и въображаеми сюжети – „Унищожението на Помпей и Херкулан“ (1822), „Сътворението“ (1824) и „Нощта на Потопа“ (1840). Според някои учени, „Полетата на Рая“ отразява спомените на художника от младежките му години в Алендейл.

## Галерия
- „Последният съд“ (1853)
- „Краят на света“ (ок. 1853)
- „Полетата на Рая“ (ок. 1851)
- „Седак в търсене на изворите на забвението“ (1812)
- „Седмото проклятие над Египет“, гравюра по произведение на Мартин
- „Унищожението на Содом и Гомор“ (1852)
- „Исус Навин заповядва на слънцето да не стихне от Гаваон“ (ок. 1840)
- „Ангели пазят Рая през нощта“ (1826)